# Vlaggenparade

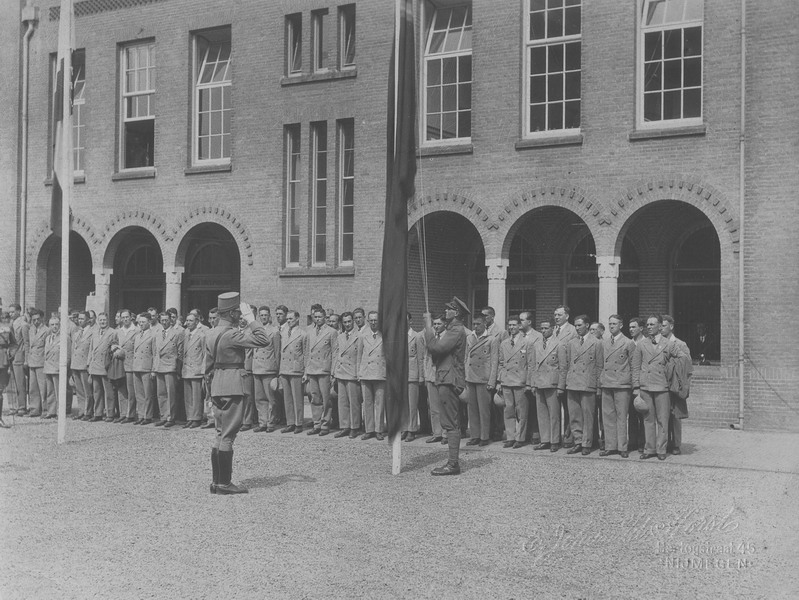
De leden van de Road Walking Association (GBR) tijdens de Vlaggenparade op het binnenterrein van de Prins Hendrikkazerne in 1928

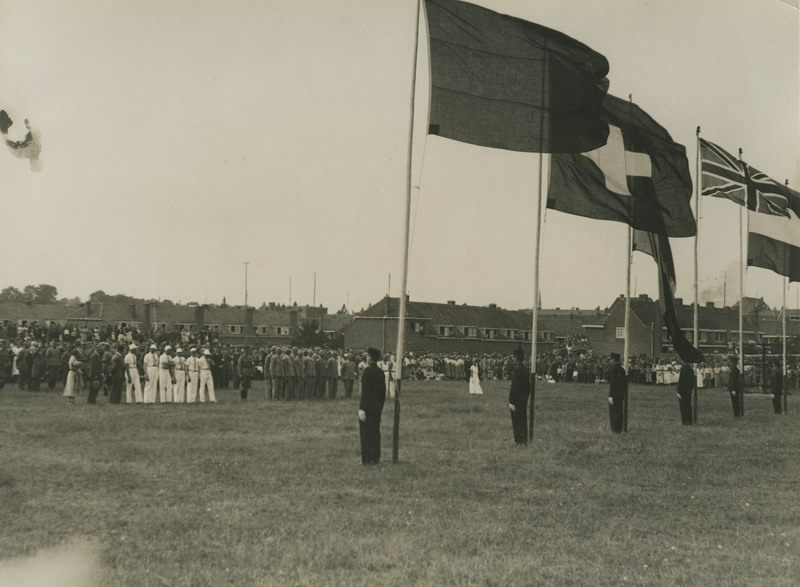
Vlaggenparade op het Molenveld in 1931

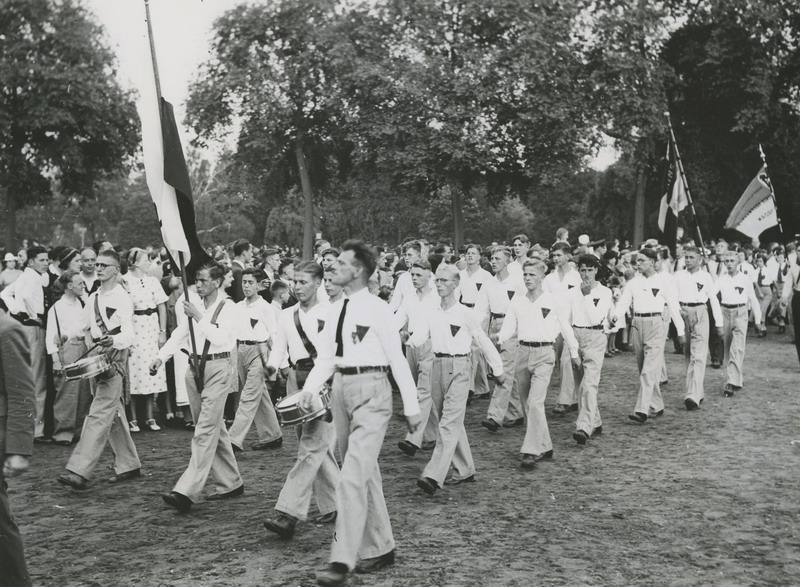
Een burgergroep tijdens de vlaggenparade op de Wedren in 1938

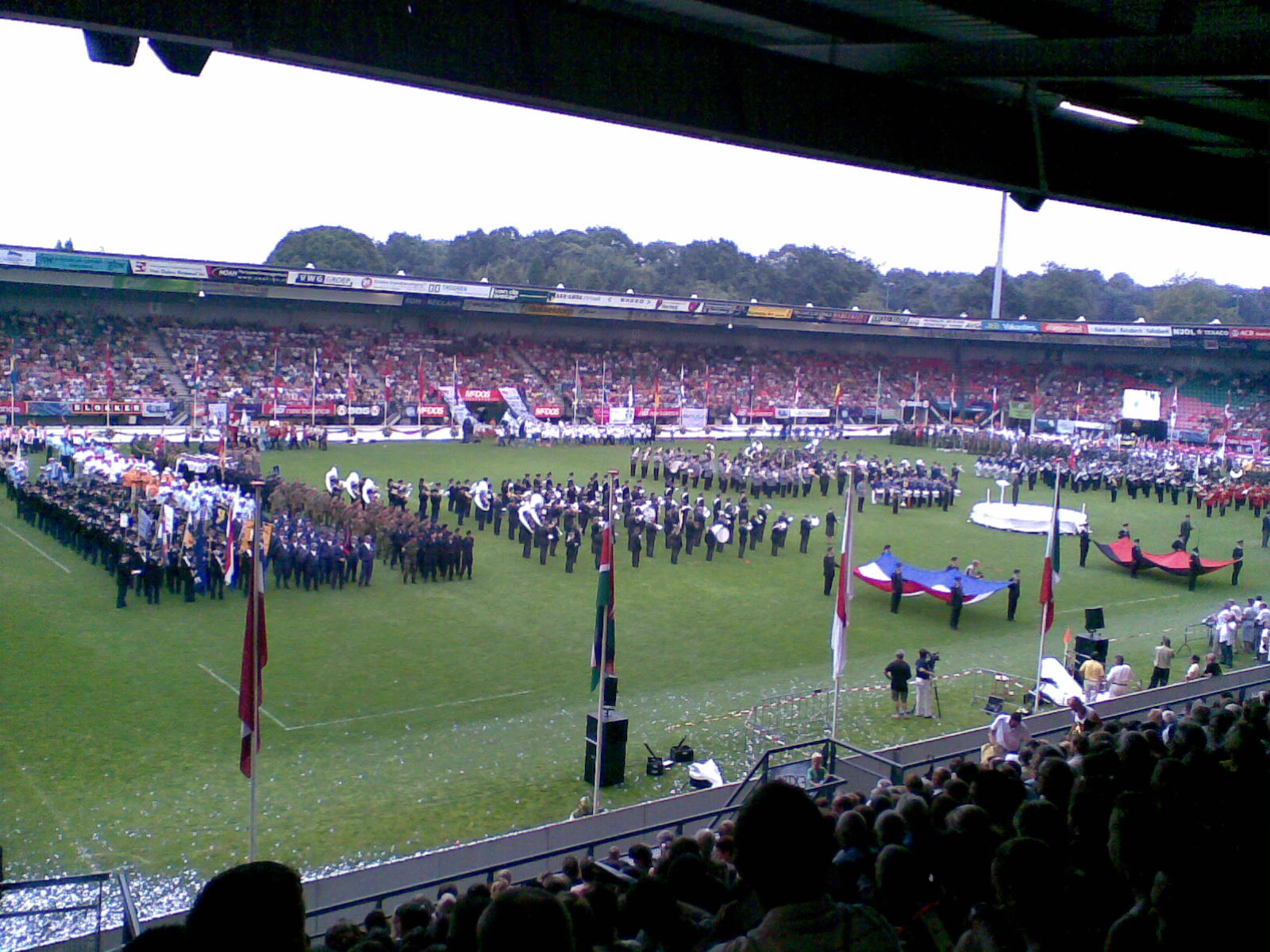
Het eind van de Vlaggenparade van de Nijmeegse Vierdaagse 2007 in het Goffertstadion

De Vlaggenparade is een jaarlijks terugkerend evenement rondom de officiële opening van de Nijmeegse Vierdaagse. Deze Vierdaagse werd sinds 1928 traditioneel geopend met een parade van de nationale vlaggen van de participanten. Tot 1938 vond deze plaats bij de Prins Hendrikkazerne, eerst op de binnenplaats, vanaf 1931 tevens op het er direct buiten gelegen Molenveld, waar tevens de tenten van de deelnemers stonden. Daarna werd het evenement verplaatst naar de Wedren. Sinds 1951 werd de Vlaggenparade gehouden in Stadion De Goffert. Vanaf 2012 zou een nieuwe locatie gezocht worden vanwege de geringe belangstelling. Echter werd in mei 2012 bekend dat de vlaggenparade niet meer gehouden zal worden.
Het programma en thema van de Vlaggenparade waren de laatste tijd ieder jaar verschillend, maar het programma bevatte traditioneel wel enkele vaste onderdelen. Zo landden bij aanvang enkele parachutisten op de grasmat van het voetbalstadion, vond er een defilé plaats onder muzikale begeleiding van enkele (voornamelijk militaire) harmonieorkesten en zag men er de parade met alle nationale vlaggen. Aan het eind van deze ceremonie voltrok de marsleider van de Vierdaagse de officiële opening van het wandelevenement. Deelnemers aan de Nijmeegse Vierdaagse hadden gratis toegang tot de Vlaggenparade.
Na vier jaar afwezigheid keerde de vlaggenparade in een nieuwe vorm terug in 2016 voor de honderdste editie van de Nijmeegse Vierdaagse. Van 9 tot 12 juli vond een wandeltocht plaats vanuit alle provinciehoofdsteden naar Nijmegen met finish op de Wedren. Tijdens de slotkilometers door het centrum van Nijmegen van deze 'Stertocht' hielden de deelnemers een vlaggenparade. Vanaf 2017 wordt de vlaggenparade op de zondagmiddag voor de vierdaagse gehouden als korte parade door het centrum met eindpunt op de Wedren waar de officiële opening plaatsvindt.